# Gabriel Słoński

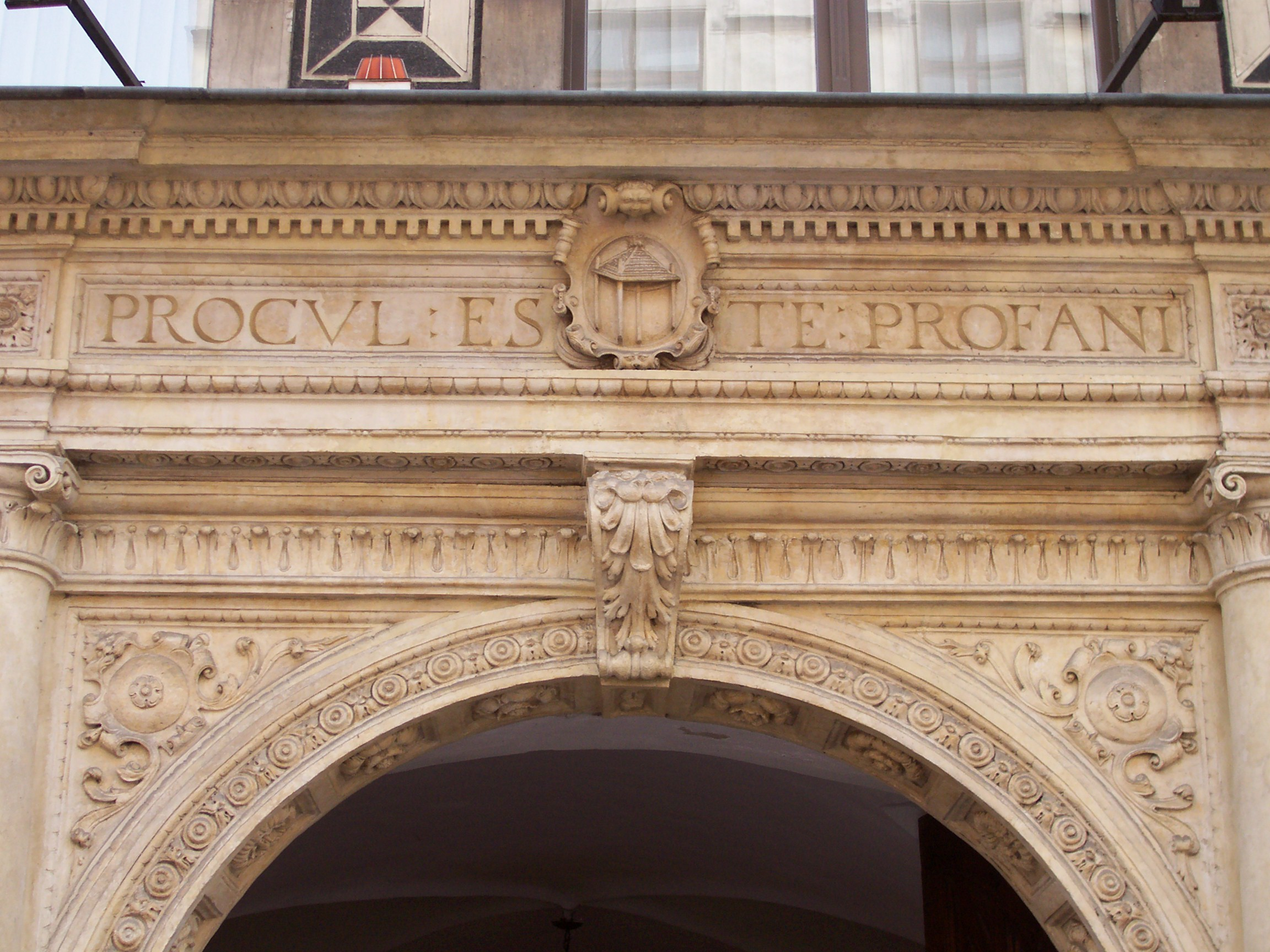
Portal Kanonikerstraße 21

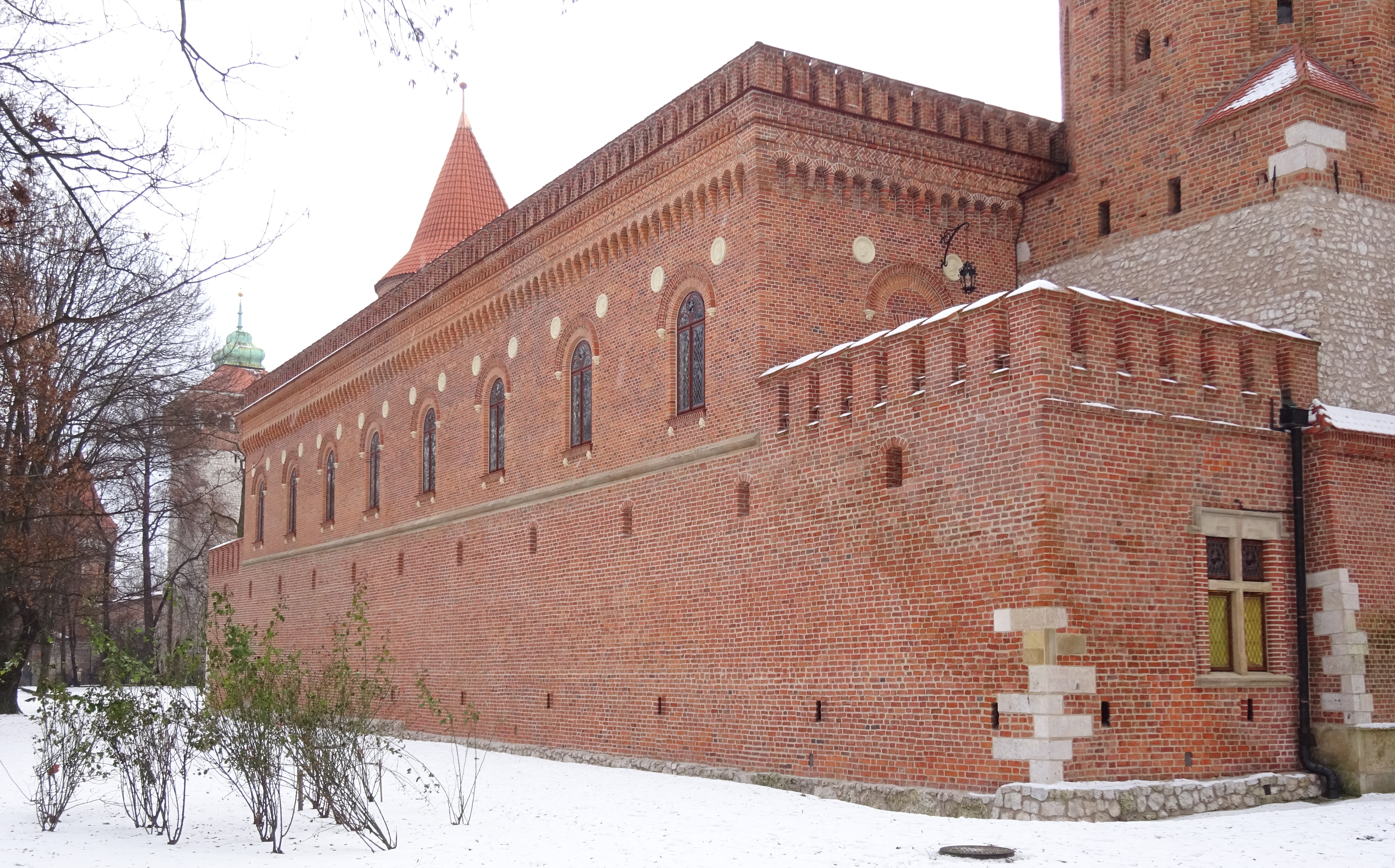
Stadtarsenal

Gabriel Słoński (* um 1520; † 1598 in Krakau) war ein Architekt, Bildhauer und Steinmetz der Renaissance sowie Bürgermeister von Krakau.

## Leben
Gabriel Słoński entstammte einer Krakauer Bürgerfamilie. 1540 erhielt er den Meistertitel im Maurergewerbe. 1559–1567 stand er der Gilde der Maurer vor und war von 1564 bis 1569 Stadtbaumeister. 1560 erhielt er das Bürgerrecht Krakaus. Von 1573 bis zu seinem Tod war er im Stadtrat, 1573 und 1597 wurde er zum Bürgermeister gewählt. Von ihm erhalten geblieben sind das Portal des Gebäudes in der Kononikerstraße 21, der Bischofspalast, das Stadtarsenal sowie mehrere Bürgerhäuser in der Krakauer Altstadt. Er brachte es zu einem stattlichen Vermögen und war Eigentümern von mehreren Immobilien in und um Krakau. Er wurde in der Marienbasilika beigesetzt.